# Рудня-Шляхова
Рудня-Шляхова — село в Україні, у Житомирському районі Житомирської області. Входить до складу Хорошівської селищної громади. Населення становить 151 особу.

## Географія
Рудня-Шляхова розташована в межах природно-географічного краю Полісся і за 4 км від центру громади — міста Хорошів. Найближча залізнична станція — Нова Борова, за 21 км. Через село протікає річка Іршиця.

## Історія
У 1906 році село Горошківської волості Житомирського повіту Волинської губернії. Відстань від повітового міста 45 верст, від волості 3. Дворів 35, мешканців 199.
У 1932–1933 роках село постраждало від Голодомору. За свідченнями очевидців кількість померлих склала щонайменше 6 осіб.

## Населення
За даними перепису 2001 року населення села становило 151 особу, з них 96,03 % зазначили рідною українську мову, а 3,97 % — російську.